# Aspide
Аспіде (італ. Aspide, досл. «Аспід») — італійський клас керованих ракет середньої дальності для ураження повітряних цілей, розроблене фірмою Selenia (раніше — Alenia Aeronautica, тепер частина Leonardo S.p.A.). До складу входять зенітні керовані ракети та ракети класу «повітря-повітря». 1977 року Aspide була прийнята на озброєння ПС Італії. Конструкція ракети базується на американській RIM-7E Sea Sparrow.

## Опис
Ракети Aspide оснащені напівактивним радаром — шукачем самонаведення. Він дуже схожий на американський AIM-7 Sparrow, який використовує той самий планер, але використовує інверсний моноімпульсний шукач, який набагато точніший і набагато менш сприйнятливий до радіоелектронної протидії, ніж оригінальна версія конічного сканування.
Ця подібність, а також те, що Selenia включає AIM-7 (близько 1000 з яких вона виготовила за ліцензією), загалом змусили неіталійську пресу називати Aspide варіантом «Sparrow». Однак Aspide мав оригінальну електроніку та бойову частину, а також новий потужніший двигун. Гідравліку із закритим контуром також замінили на гідравліку Sparrow із відкритим контуром, що дало Aspide кращу маневреність на низькій дистанції. Навіть поверхні управління відрізняються, замінюючи оригінальні трикутні крила, закріплені у версії «повітря-повітря», а натомість складаються у версії «поверхня-повітря», на нещодавно розроблену звичайну обрізану фіксовану версію.
Подібним дизайном є британський «Skyflash», який надійшов на озброєння приблизно в той же час. Власний флот США Sparrow також додав моноімпульсний пошуковий пристрій у версіях AIM-7M 1982 року.

## Модифікації

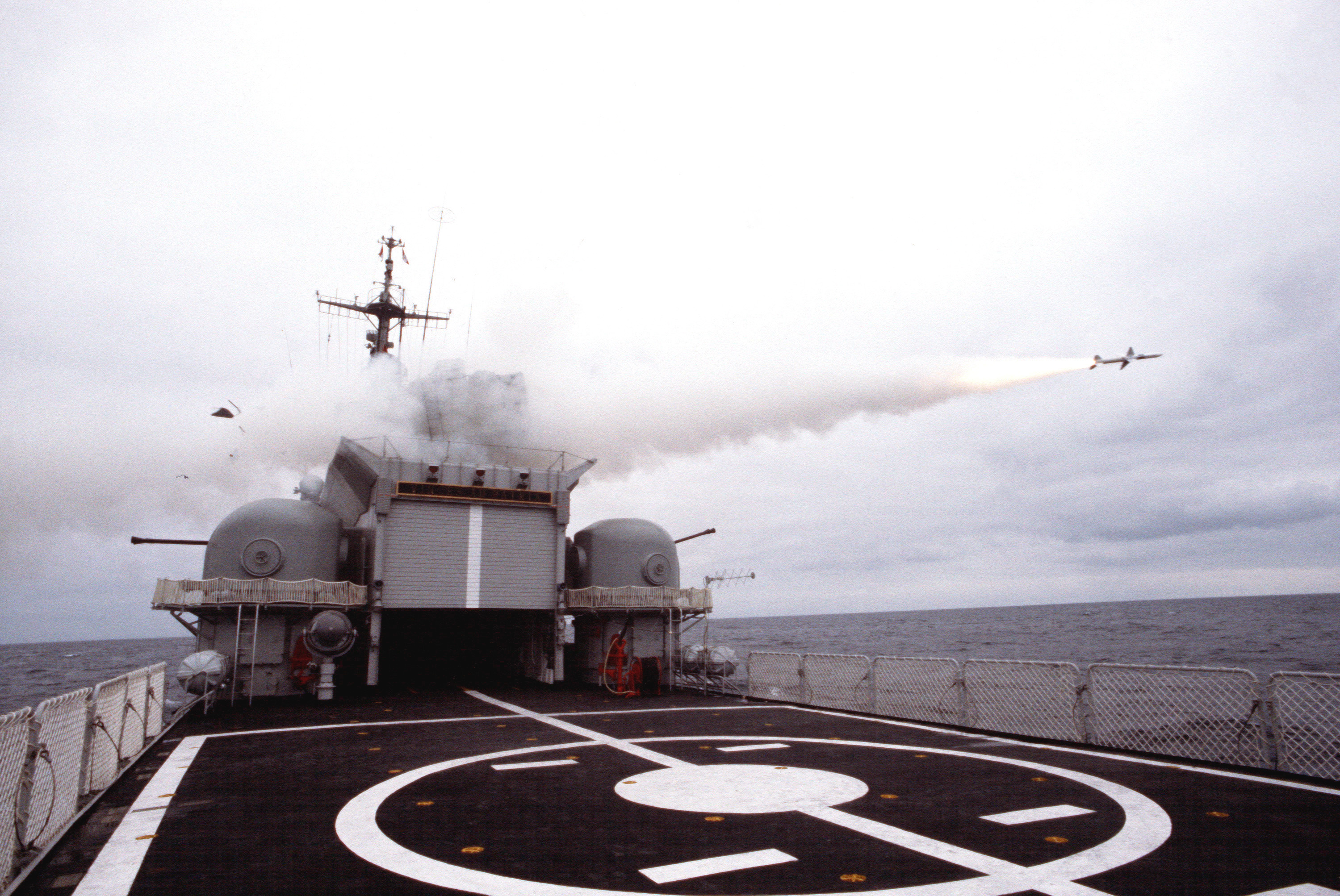
Пуск ракети Albatros із фрегата Венесуели.

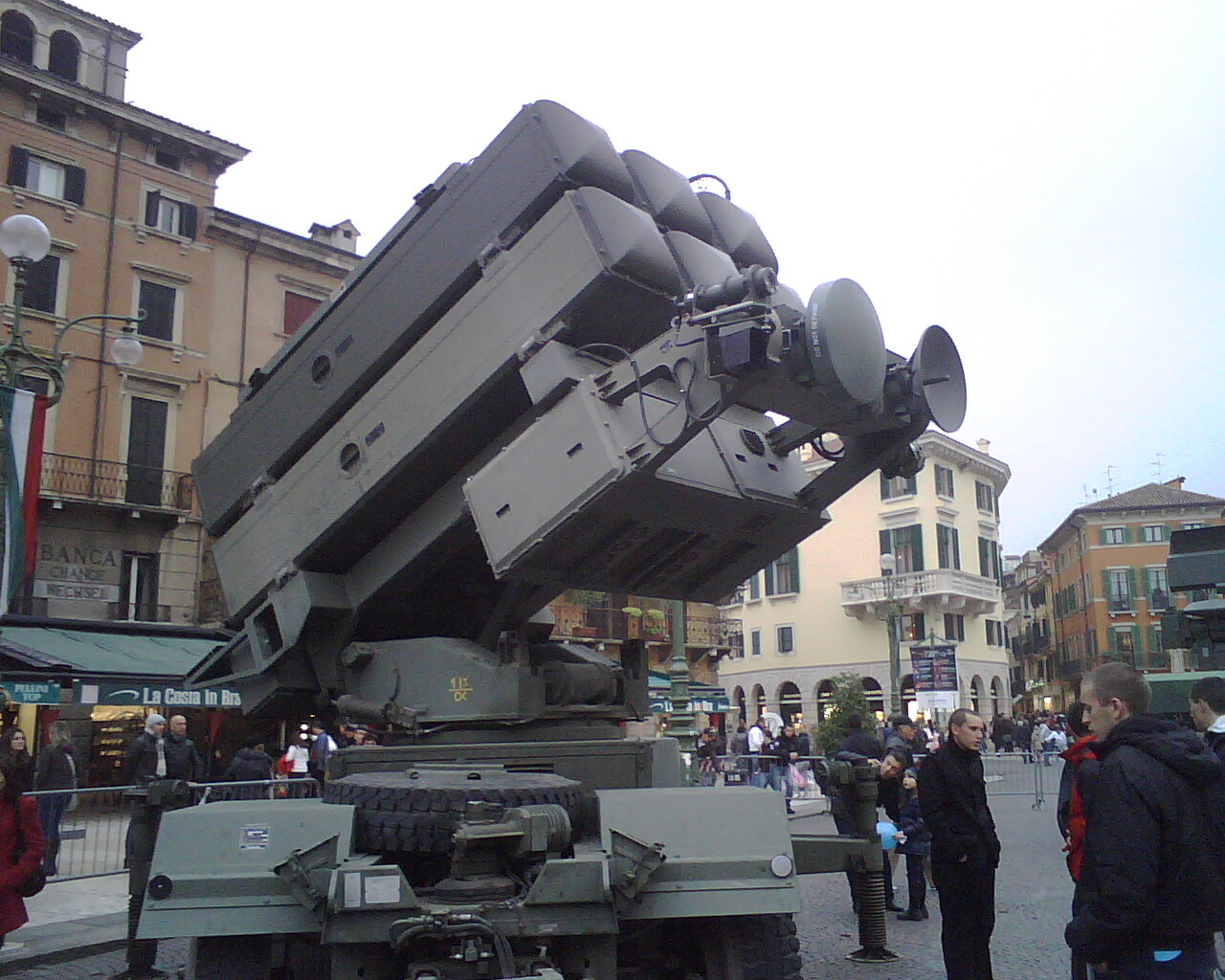
Пускова установка Aspide LU комплексу Aramis. Відрізняється від Spada наявністю РЛС підсвічування цілі та телевізійного блоку безпосередньо на пусковій установці

Існують модифікації ракети як для оснащення літаків (винищувачі F-104), так і для ЗРК Albatros корабельного та ЗРК Skyguard-Aspide, Spada — сухопутного базування:
- Aspide Mk.1 — базовий варіант з моноімпульсної ПАРГСН фірми Selenia та твердопаливний ракетний двигун розробки SNIA-Viscosa[en] . Активно постачалася на експорт — закуплена 17 країнами.[1]
- Aspide Mk.2 — модернізований варіант з АРГСН, розробка якого була зупинена на користь ракет з найкращими характеристиками, таких як AIM-120 AMRAAM .
- Aspide 2000 — ЗУР на базі Aspide Mk.1, що використовується у складі сухопутних ЗРК Skyguard-Aspide та Spada-2000.
- PL-10 — китайська ракета класу «повітря-повітря» створена на базі Aspide Mk.1, також існує у варіанті ЗУР у складі ЗРК HQ-64 .

### Albatros
Морська версія Albatros/Aspide, яка є відносно широко поширеною, доступна з 4-стороннім стартером, вагою 4 тони, важить і використовується на корветах, а також з 8-ступінчастим стартером вагою 8,5 т. Пускова установка 8x може комбінуватися з автоматичним магазином на 16 додаткових ракет. З незначними модифікаціями система Albatros також може стріляти RIM-7 Sea Sparrow.

### Albatros NG
Albatros NG був представлений у 2020 році. У системі використовуються ракети CAMM, які запускаються з установок вертикального пуску ракет .

## Тактико-технічні характеристики
- Дальність: 35 км
- Стеля: 8000 м

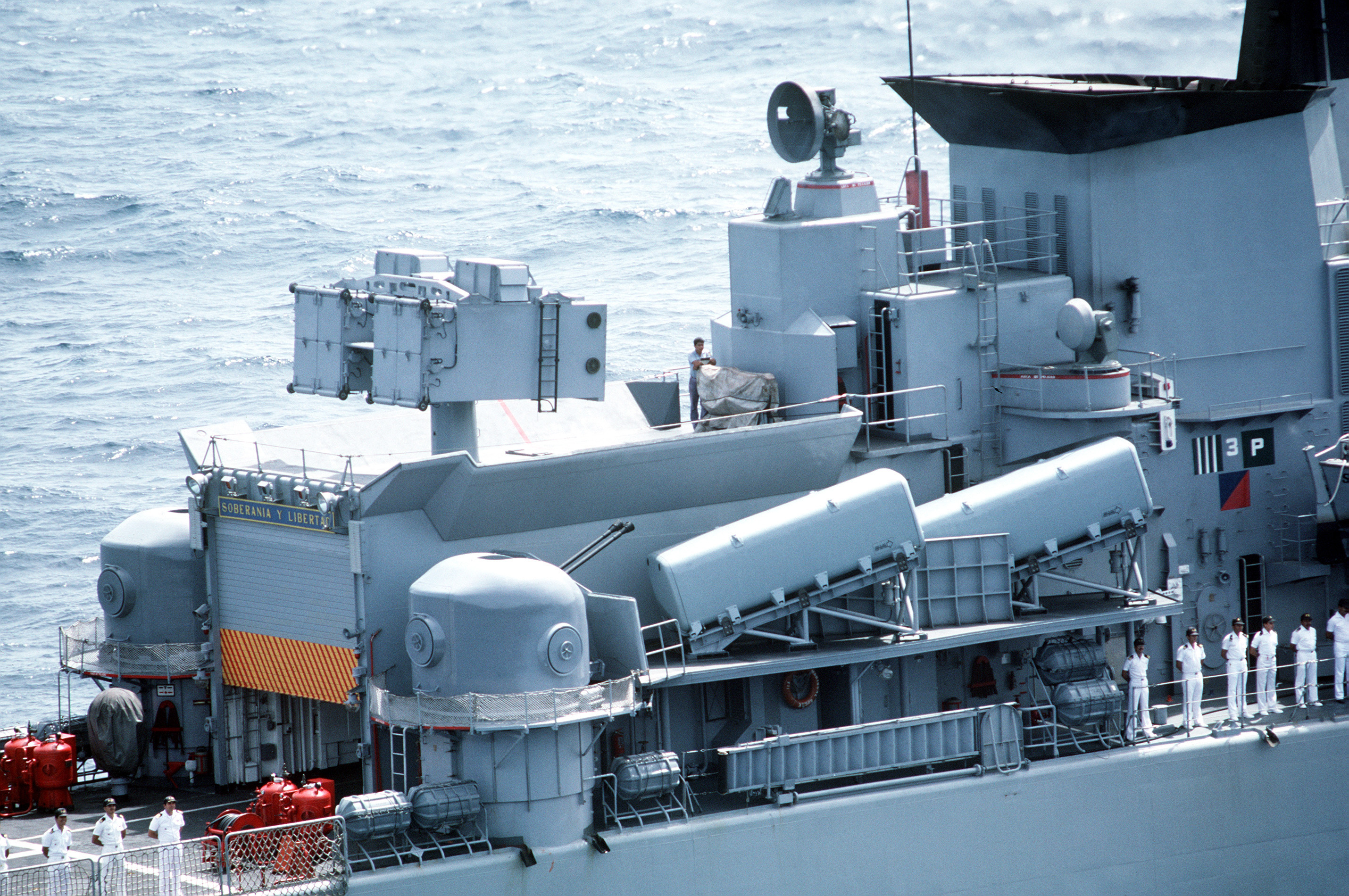
Венесуельський фрегат Mariscal Sucre (F-21) з 8-ствольною ПУ Albatros, зліва вгорі.

- Швидкість польоту: 1324 м/с (М = 4)
- Двигун: твердопаливний ракетний SNIA-Viscosa
- Система наведення: моноімпульсна напівактивна радіолокаційна головка самонаведення
- Стартова вага: 220 кг
- Маса бойової частини: 30 кг
- Довжина: 3,7 м
- Діаметр: 203 мм
- Розмах крила: 1 м

## Оператори
Аргентина — кораблі MEKO 360, 150 Mk1, замовлені в 1979 році та поставлені в 1983—1984 рр.
 Бразилія — 100 Aspide 2000, замовлені в 1996 році та поставлені в 2001—2004 роках — São Paulo авіаносець, фрегат типу Niterói
 КНР — 90 Aspide Mk.1, замовлені в 1986 році та поставлені в 1987—1991 роках. Технологія, використана при розробці LY-60/PL-10
 Кіпр — 130 використовується в існуючій системі Skyguard; замовлено в 1991 році та поставлено в 1991—1992 рр. (угода вартістю 114 млн дол. включала 12 пускових установок)
 Еквадор — 50 використовується на Esmeraldas Class Corvette (варіант Fincantieri Tipo 550); замовлено в 1979 році і поставлене в 1982—1984 роках
 Єгипет — 72 використано на корветах типу Descubierta; замовлено в 1983 році і поставлено в 1984 році; Aspide 2000 (36 систем)
 Греція — 75 для фрегатів типу Elli (варіант Kortenaer); замовлений в 1980 р. і поставлений в 1981—1982 роках
 Італія — бортовий F-104S; використовується на 7 батареях Spada SAM; використовується на 24 батареях Skyguard SAM; використовується на 32 морських ЗРК Albatross Mk2: Авіаносець Giuseppe Garibaldi, ескадрені міноносці типу «Audace» та Ескадрені міноносці типу «Луїджі Дюран де ла Пенне», фрегати типу Lupo- та «Maestrale-Klasse», корвети типу «Minerva-Klasse»
 Кувейт — 320 замовлено в 1988 році та поставлено в 1988—1997 роках для системи Skyguard Amoun SAM; 175 Aspide 2000, замовлений у 2007 р. та поставлений у 2008—2010 рр. частина угоди на суму 565 $ млн, для модернізації Aspide; 250 Aspide 2000, замовлені в 2007 році та поставлені в 2008—2013 роках, частина угоди на 65 мільйонів доларів для систем Skyguard AD
 Лівія — 8 замовлено в 1978 році і поставлено в 1983 році для використання на ЗРК Albatross Mk-2 на модернізованому лівійському фрегаті «Dat Assawari»
 Малайзія — 18 замовлено в 1995 році та доставлено в 1997 році для корвету типу «Laksamana»
 Марокко — використовується на фрегаті 501 Lt. Col. Errhamani (Descubierta); 40 замовлено в 1977 році і поставлено в 1983 році
 Нігерія — 25 Aspide MK.1, замовлені в 1977 році та поставлені в 1982 році для нігерійського фрегата Meko-360; інші 10 Aspide MK.1, замовлені в 1982 році та поставлені в 1983 році
 Пакистан — 750 Aspide 2000 для наземної системи протиповітряної оборони (10 батарей Spada 2000) замовлено в 2007 році та поставлено в 2010—2013 рр. частина угоди на 415 млн євро
 Перу — 150 замовлено в 1974 році та доставлено в 1979—1987 роках для використання на фрегатах типу Lupo (Carvajal)
 Іспанія — 200 замовлено в 1985 році та поставлено в 1987—1989 рр., частина угоди на суму 230 млн доларів за систему 6 Spada Spada; 51 Aspide 2000, замовлений у 1996 році та доставлений у 1997—1999 роках для 2 систем Spada 2000
 Таїланд — 24 замовлені в 1984 році та доставлені в 1986—1987 роках для використання на корветах типу Ратанакосін; 75 замовлено в 1986 році і доставлено в 1988 році для використання королівською армією Таїланду на 1 системі Spada Spada
 Туреччина — 144 замовлені в 1986 році і поставлені в 1987—1989 роках для фрегата MEKO 200T (клас Явуз); 72 замовлені в 1990 році і поставлені в 1995—1996 роках для фрегата MEKO 200 T-2 (тип Барбарос)
 Венесуела — 100 замовлено в 1975 році та доставлено в 1980—1982 роках для використання із системою ЗРК «Альбатрос» на фрегат типу Lupo
 Україна— 6 батарей (18 пускових) може бути поставлено у межах пакету допомоги, оголошеного Іспанією 5 червня 2022 року.

### Україна
В червні 2022 року іспанське видання El Pais зазначило, що Іспанія має намір виділити пакет військової допомоги Україні до складу якого, серед іншого, увійдуть зенітні ракетні комплекси SHORAD Aspide. При цьому, не було уточнено про які саме комплекси йдеться (Skyguard/Aspide чи Spada).
В лютому 2023 року прем'єр-міністр Італії Джорджа Мелоні під час спільного брифінгу з президентом України Володимиром Зеленським в Києві повідомила про виділення пакету допомоги Україні. До його складу мали увійти системи ППО FSAF SAMP/T та Spada.